# Ribadesella
Ribadesella è un comune spagnolo di 6.296 abitanti situato nella comunità autonoma delle Asturie nella comarca d'Oriente.
Il capoluogo è porto di pesca e stazione balneare della "Costa Verde", alla foce del fiume Sella, ad est della Punta del Caballo, ed è distante 72 km da Gijón che si raggiunge percorrendo una strada costiera che tocca diversi centri balneari e industriali, la Ruta de las villas marineras.
La sua economia à basata principalmente sull'attività portuale e sul turismo.

## Storia
Il territorio comunale era già abitato dal paleolitico e le prime notizie scritte si trovano nell'opera del greco Strabone che nomina il fiume Noega come confine fra le Asturie e la Cantabria. Il geografo Tolomeo menziona Noega Uceria e il fiume Saelia e Pomponio Mela parla del fiume Salia. Gli abitanti iberici del periodo preromano si chiamavano Salaenos, avevano come capitale Octaviolca presso il Sella ed esercitavano il dominio su un vasto territorio. La colonizzazione dei Romani dopo le vittorie sulle tenaci tribù asturiane e cantabriche non fu particolarmente invasiva nelle Asturie. Roma assunse il fiume Sella come confine fra la Cantabria e le Asturie e queste fecero parte della "provincia di Lusitania" con capitale Mérida mentre la Cantabria fu inclusa nella Tarraconensis con capitale Tarragona, due delle tre province in cui fu divisa la Spagna sotto Augusto (19 a.C.).
La fondazione formale di Ribadesella si fa risalire al XIII secolo durante il regno di Alfonso X il Saggio dall'unificazione municipale ancora oggi esistente delle due località sulle rive opposte del Sella: Leces e Meluerda. Il comune fu dotato della carta di diritti civili e di un governo tutelato dalla monarchia castigliana entrando a far parte di un sistema di città atto a fronteggiare il potere feudale emergente della nobiltà. Nel medioevo Ribadesella fruì di un periodo di prosperità grazie al commercio marittimo del sale indispensabile per la conservazione del pesce e di altri alimenti e al sorgere di arsenali marittimi che utilizzavano per la costruzione delle navi il legno che veniva fatto discendere sulle acque del Sella dai boschi montani fino al mare. Dall'assenza di vie di comunicazioni su terra determinò l'importanza del porto di Ribadesella per il vettovagliamento di tutta la zona circostante. Importante fu pure il passaggio per il territorio di Ribadesella dei pellegrini giacobei del camino costiero verso Santiago. L'economia si basava anche sulla pesca del salmone con le reti nel fiume Sella regolata dal Gremio(corporazione) dei pescatori e sulla caccia alle balene che venivano a svernare in queste acque. Questa attività fu praticata fino al XIX secolo come testimoniato dalla Casa de las Balenas  sulla spiaggia che serviva per la lavorazione e la produzione della carne di balena in salatura e dell'olio per le lampade.
Dal punto di vista politico il medioevo fu un periodo storico molto agitato perché Ribadesella, per le sue ricchezze naturali e la sua posizione strategica militare, fu oggetto di lotte fra le famiglie nobili degli Alvarez delle Asturie, di Ruiz de Junco e Tastamara che si protrassero nei secoli XIV e XV fino a quando i Quinoñes si impadronirono definitivamente della città ai tempi di re Giovanni II. Ma i Re Cattolici nel 1488 cacciarono questa famiglia mandandola nel Lionese e riportarono la città sotto il dominio completo della monarchia spagnola.
Nei secoli XVII e XVIII si provvide ad effettuare opere di fortificazioni del porto a difesa dai corsari e dai nemici della monarchia, non si registrano peraltro particolari combattimenti nella zona. Nel XVIII secolo iniziò il declino dell'attività di pesca causato dalla mancanza di balene nella Costa e dalla penuria di branchi di salmoni.
Si provvide allora ad incrementare l'attività commerciale del porto ampliandolo e migliorandolo. Il re Carlo III finanziò e iniziò l'opera nel 1787 che fu poi interrotta a causa dell'invasione dei francesi e finita solo nel 1856. Ribadesella fu anche occupata dalle truppe francesi nel 1810 e 1811. Nella seconda metà del XIX secolo si ebbe nelle Asturie una forte corrente di emigrazione verso l'America in particolare verso Cuba. Ribadesella fu il porto d'imbarco degli emigranti e fu istituito un regolare servizio di navigazione con Cuba.
Nel 1865 si costruì un ponte in legno sul Sella, sostituito da uno in ferro nel 1892 che fu distrutto nel 1937 durante la guerra civile. Nel 1970 fu inaugurato l'attuale ponte in cemento. Nel dopoguerra civile la città fu dotata di nuove abitazioni e si iniziò a incrementare il turismo costruendo le necessarie infrastrutture alberghiere e di case di vacanza.

## Monumenti e luoghi d'interesse
- Cueva de Tito Bustillo e Cuevona de Ardines, insieme visitabile di grotte con pitture rupestri di 17.000 anni fa.
- Cueva del pieblo de Cuevas, altra bella e spettacolare grotta attraversando la quale si giunge al borgo di Cuevas.
- Impronte di dinosauri, sulle rocce in alcuni punti della costa.
- Iglesia de santa Maria de Juno, chiesa romanica del XIII secolo con numerosi interventi di restauro r modifiche nei secoli successivi.
- Iglesia Parroquial, del XVIII secolo.
- Ermita de Guia, del XVII secolo.

## Dintorni
A 22 km Colunga col Mirador de el Fito, bellissimo punto panoramico. A 20 km Arriondas, centro balneare. A 28 km Llanes, pittoresco porto con un castello e una chiesa gotica del XV secolo. A 24 km Villanueva, con i resti del monastero di San Pietro romanico rifatto nel XVII secolo.

## Feste
- Discesa del fiume Sella, particolarmente importante grazie alla grande partecipazione di gente anche da paesi stranieri, è un evento festivo, sportivo, folcloristico e mediatico ripreso dalla televisione nazionale spagnola e dichiarato ufficialmente festa di interesse turistico internazionale. È il maggior appuntamento festivo dell'estate asturiana. Si tratta di un complesso di gare diverse a seconda del tipo di imbarcazioni partecipanti che consiste nella discesa del fiume Sella dalla montagna al mare. La città partecipa a queste gare arricchendole di manifestazioni folcloristiche diverse, solenni sono la proclamazione d'inizio e le premiazioni dei vincitori alla presenza di autorità dello stato, della comunità autonoma e del comune e nel corso delle giornate di gara nel mese d'agosto, si svolgono esibizioni di gruppi folcloristici, di gruppi di sbandieratori e tradizionale pranzo comune. Parallelamente al corso del fiume è funzionante anche un trenino che permette di seguire da vicino le discese delle imbarcazioni.

Altre feste religiose e laiche insieme sono le seguenti che si svolgono o nel capoluogo o in altri centri del comune:
- Virgen de la Guia, il 2 luglio.
- Santiago Apostol, il 25 luglio.
- San Lorenzo, il 10 agosto.
- Nuestra Señora de la Esperanza, l'8 settembre.
- San Miguel, il 29 settembre.